# Самтредиа (футбольный клуб)
«Самтредиа» (груз. საფეხბურთო კლუბი სამტრედია) — грузинский футбольный клуб из одноимённого города. Основан в 1936 году. Домашние матчи команда проводит на стадионе «Эроси Мангаладзе» общей вместимостью до 1 500 зрителей. Действующий участник Эровнули лиги 2, высшего дивизиона чемпионата Грузии по футболу. Чемпион Грузии 2016 года (сезон «Осень»).

## История клуба
Футбольный клуб «Самтредиа» из одноименного города в различные годы своей истории носил самые разные имена. Среди них были «Локомотив», «Санавардо», «Джуба» и «Иберия».
Первая футбольная команда в городе Самтредиа была образована в 1936 году.
В 1973 году команда заявилась в турнир Второй лиги чемпионата СССР под названием «Локомотив». Представляя Грузию в чемпионате Советского Союза, принимал участие во Второй лиге союзного первенства по сезон 1989 года.
После распада СССР клуб сохранил свое существование и уже под новыми названиями «Санавардо» и «Иберия» и участвовал в чемпионате Грузии.
Самый большой успех футбольного клуба «Самтредиа» приходится на период с 1994-го по 1996-ой годы, когда команда добилась наивысшего для себя успеха в чемпионате Грузии: заняла второе место в национальном первенстве и впервые в своей истории добилась права представлять Грузию в еврокубках. В дебютном для себя сезоне в еврокубках в рамках квалификации Кубка УЕФА сезона 1995/96 в двухматчевом противостоянии с македонским «Вардаром» команда уступила с общим счетом 0:3 (0:2 дома и 0:1 в гостях).
В разные годы в клубе играли ряд хорошо известных для Грузии футболистов: Тариэл Двалишвили, Девис Дарджания, Пируз Кантеладзе, Гиви Бабанидзе, Тимур Дзагнидзе, Сергей Швецов. В 90-х годах за футбольный клуб выступали такие известные игроки как Заза Джанашия, Давит Джанашия, Кахабер Гогичашвили, Михаил Джишкариани, Георгий Дараселия, Зураб Ионанидзе, Георгий Джишкариани, Григол Чантурия и другие.
Кроме того, «Самтредиа» является родным клубом для одного из самых успешных футболистов в истории грузинского футбола Кахабера Каладзе, чьим воспитанником он является.
В недалеком прошлом клубом было проведено ряд официальных и товарищеских матчей за рубежом. В частности, важной вехой в истории клуба является гостевая победа над турецким «Трабзонспором». В 2009 году клуб провел ряд товарищеских международных встреч с участием команд из постсоветского пространства, таких как «Оболонь Киев» и армянский «Импульс».
В сезоне 2015/16 «Самтредиа» повторила свой исторический успех двадцатилетней давности, заняв в чемпионате Грузии итоговое второе место и впервые после двадцатилетнего перерыва и второй раз в клубной истории пробилась в еврокубки, где приняла участие в квалификации Лиги Европы сезона 2016/17.

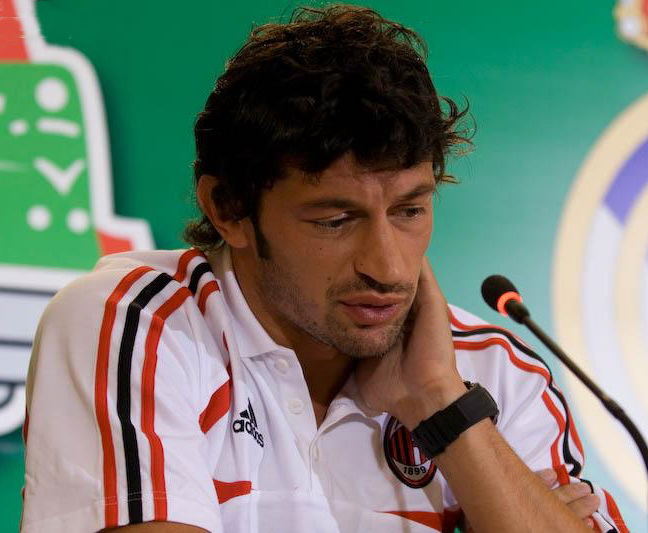
Воспитанник клуба Кахабер Каладзе (3 августа 2007 года)

Ввиду реформы грузинского футбола и перехода с системы осень-весна на систему весна-осень, розыгрыш нового чемпионата Грузии было решено провести по усеченной схеме менее чем за полгода. Чемпионат Умаглеси Лиги был сыгран осенью того же года. Лига была разделена на две группы: Белую и Красную с системой в два круга (по две игры команд друг с другом — на выезде и дома). Две лучшие команды обеих групп оспаривали звание чемпиона между собой в двухматчевом противостоянии, остальные клубы выходили в плей-офф турнира в борьбе за путевку в ЛЕ либо в борьбе за выживание, в зависимости от результатов по итогам регулярного сезона. Выиграв регулярный чемпионат Умаглеси Лиги в Красной группе, «Самтредиа» встретилась с победителем Белой группы клубом «Чихура» из города Сачхере. По итогам двухматчевой дуэли «Самтредиа» одержала победу с общим счетом 4:2 и впервые в своей истории стала чемпионом Грузии по футболу осеннего сезона.
Летом 2017 года клуб «Самтредиа» дебютировал в квалификации Лиги чемпионов УЕФА сезона 2017/18.

## Названия
- 1936—1989 — «Локомотив».
- 1990—1991 — «Санавардо».
- 1991—1992 — ФК «Самтредиа».
- 1993 — «Локомотив».
- 1993—1997 — ФК «Самтредиа».
- 1997 — «Джуба».
- 1998—2001 — «Иберия».
- 2001—2004 — «Локомотив».
- 2004—н. в. — ФК «Самтредиа».

## Достижения клуба
- Умаглеси лига
  - Чемпион (1): 2016 (осень)
  - Вице-чемпион (2): 1994/95, 2015/16
- Первая лига
  - Чемпион (2): 2008/09, 2013/14
  - Второе место (1): 1997/98
- Кубок Давида Кипиани
  - Финалист (1): 2014/15
- Суперкубок Грузии
  - Победитель (1): 2017
- Вторая лига СССР
  - Чемпион (2): 1980, 1987
  - Второе место (3): 1979, 1981, 1982

## Статистика выступлений с 2006 года
| Сезон   | Ранг | Турнир          | Турнир           | Место | И  | В  | Н | П  | ГЗ | ГП | РГ  | Очки | Кубок       | Исход |
| ------- | ---- | --------------- | ---------------- | ----- | -- | -- | - | -- | -- | -- | --- | ---- | ----------- | ----- |
| 2006/07 | 2    | Первая лига     | Первая лига      | 11    | 34 | 13 | 8 | 13 | 35 | 43 | -8  | 47   | Пред.раунд  |       |
| 2007/08 | 2    | Первая лига     | Первая лига      | 8     | 27 | 9  | 5 | 13 | 35 | 51 | -16 | 32   | Пред.раунд  |       |
| 2008/09 | 2    | Первая лига     | Первая лига      | 1     | 30 | 21 | 3 | 6  | 56 | 23 | +33 | 66   | 1/8 финала  |       |
| 2009/10 | 1    | Умаглеси лига   | Умаглеси лига    | 7     | 36 | 10 | 7 | 19 | 43 | 68 | -25 | 37   | 1/8 финала  |       |
| 2010/11 | 1    | Умаглеси лига   | Умаглеси лига    | 10    | 36 | 6  | 7 | 23 | 27 | 72 | -45 | 25   | 1/8 финала  |       |
| 2011/12 | 2    | Первая лига     | Первая лига      | 9     | 18 | 3  | 5 | 10 | 15 | 30 | -15 | 14   | 1/16 финала |       |
| 2012/13 | 2    | Первая лига     | Первая лига      | 5     | 30 | 17 | 4 | 9  | 53 | 37 | +16 | 55   | 1/8 финала  |       |
| 2013/14 | 2    | Первая лига     | Первая лига      | 1     | 26 | 21 | 2 | 3  | 64 | 24 | +40 | 65   | 1-й раунд   |       |
| 2014/15 | 1    | Умаглеси лига   | Умаглеси лига    | 6     | 30 | 13 | 6 | 11 | 40 | 31 | +9  | 45   | Финалист    |       |
| 2015/16 | 1    | Умаглеси лига   | Умаглеси лига    | 2     | 30 | 20 | 3 | 7  | 66 | 32 | +34 | 63   | 1/4 финала  |       |
| 2016    | 1    | Умаглеси лига   | Умаглеси лига    | 1     | 12 | 8  | 3 | 1  | 27 | 9  | +18 | 27   | 1/4 финала  |       |
| 2016    | 1    |                 | финал (плей-офф) | 1     | 2  | 1  | 1 | 0  | 4  | 2  | +2  | 4    | 1/4 финала  |       |
| 2017    | 1    | Эровнули лига   | Эровнули лига    | 3     | 36 | 20 | 8 | 8  | 62 | 39 | +23 | 68   | 1/8 финала  |       |
| 2018    | 1    | Эровнули лига   | Эровнули лига    | 9     | 36 | 4  | 9 | 23 | 28 | 81 | -53 | 21   | 1/8 финала  |       |
| 2018    | 1    | перех. плей-офф | перех. плей-офф  | 9     | 2  | 0  | 1 | 1  | 2  | 6  | -4  | 1    | 1/8 финала  |       |
| 2019    | 2    | Эровнули лига 2 | Эровнули лига 2  | 2     | 36 | 23 | 8 | 5  | 63 | 28 | +35 | 77   | 1/8 финала  |       |
| 2019    | 2    | перех. плей-офф | перех. плей-офф  | 2     | 2  | 1  | 1 | 0  | 4  | 1  | +3  | 4    | 1/8 финала  |       |
| 2020    | 1    | Эровнули лига   | Эровнули лига    | 7     | 18 | 5  | 4 | 9  | 14 | 23 | -9  | 19   | 1/8 финала  |       |
| 2021    | 1    | Эровнули лига   | Эровнули лига    | 10    | 36 | 5  | 6 | 25 | 33 | 76 | -43 | 21   | 1/16 финала |       |
| 2022    | 2    | Эровнули лига 2 | Эровнули лига 2  | 3     | 28 | 14 | 6 | 8  | 43 | 28 | +15 | 48   | 1/16 финала |       |
| 2022    | 2    | перех. плей-офф | перех. плей-офф  | 3     | 2  | 2  | 0 | 0  | 3  | 0  | +3  | 6    | 1/16 финала |       |

## Выступления в еврокубках
| Сезон   | Турнир              | Раунд                   | Соперник | Дома | В гостях | Общий счёт |  |
| ------- | ------------------- | ----------------------- | -------- | ---- | -------- | ---------- |  |
| 1995/96 | Кубок УЕФА          | Предварительный раунд   | Вардар   | 0:2  | 0:1      | 0:3        |  |
| 2016/17 | Лига Европы УЕФА    | Первый отборочный раунд | Габала   | 2:1  | 1:5      | 3:6        |  |
| 2017/18 | Лига чемпионов УЕФА | Второй отборочный раунд | Карабах  | 0:1  | 0:5      | 0:6        |  |
| 2018/19 | Лига Европы УЕФА    | Первый отборочный раунд | Тобол    | 0:1  | 0:2      | 0:3        |  |